# カピタン江戸参府

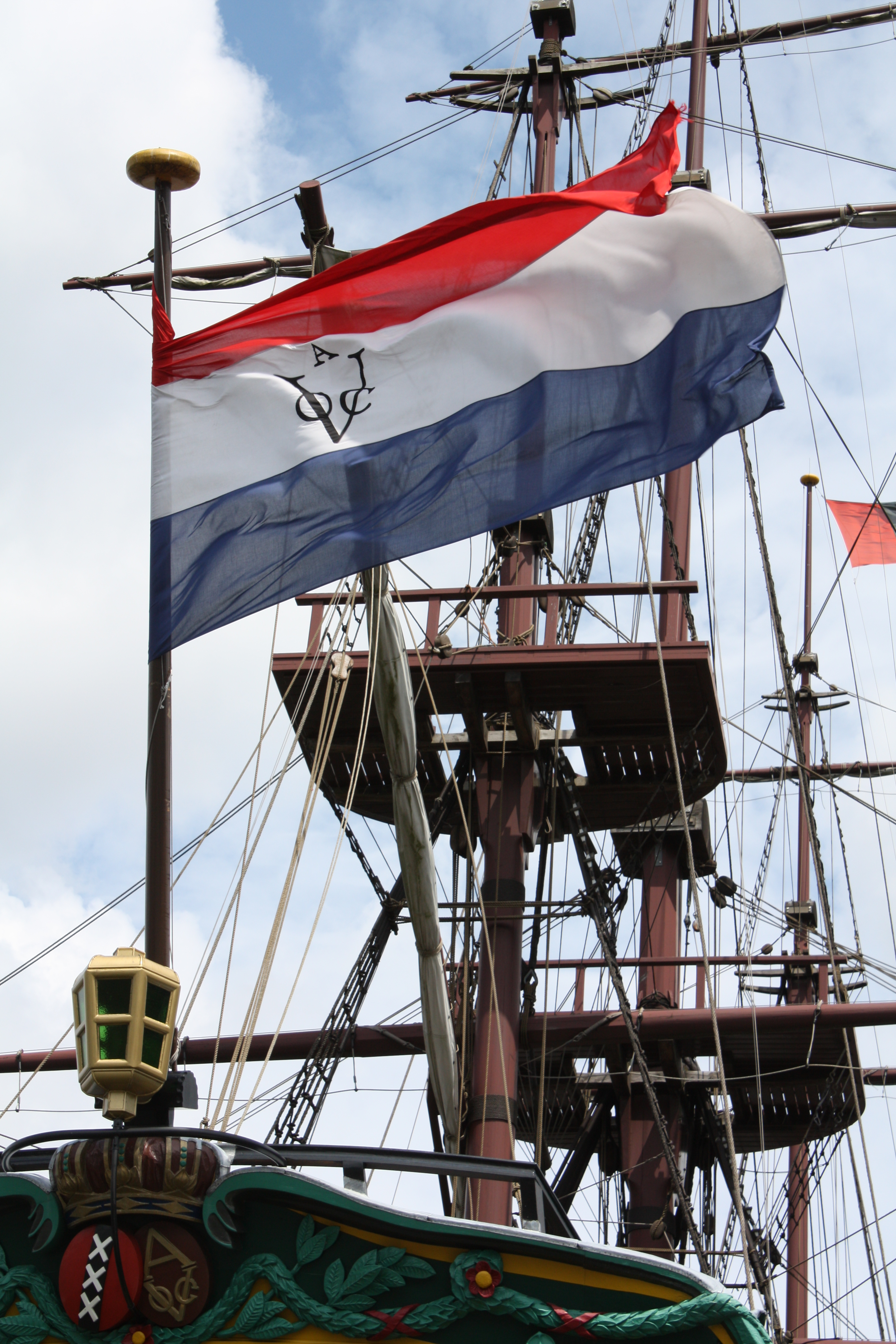
アムステルダム号（復元）インディアマン

カピタン江戸参府（カピタンえどさんぷ、Hofreis naar Yedo）は、オランダ商館責任者である商館長＝カピタンの、日蘭貿易「御礼」のための江戸への旅。「御礼参り」「拝礼」とも称される。

## 概要

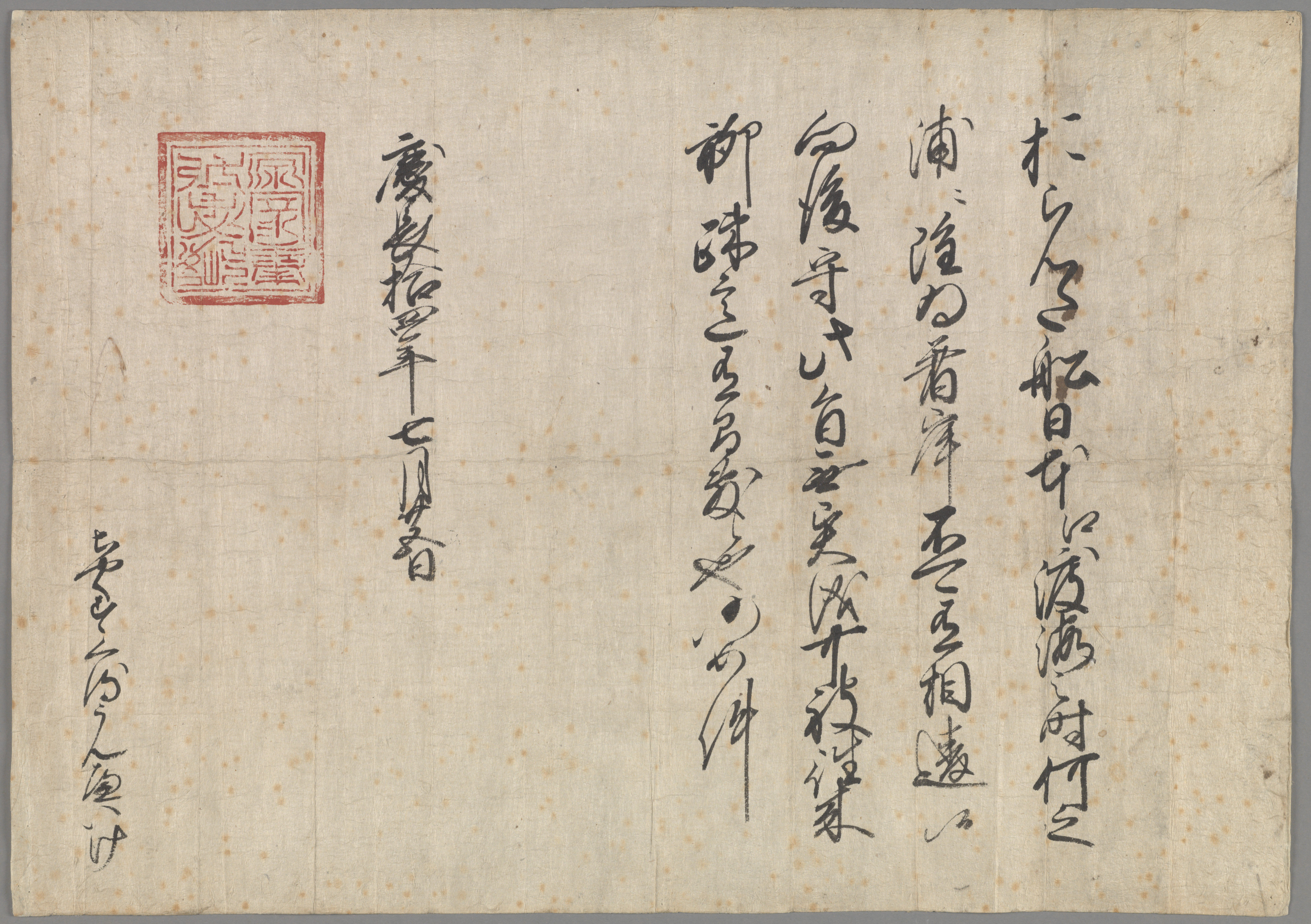
1609年家康朱印状

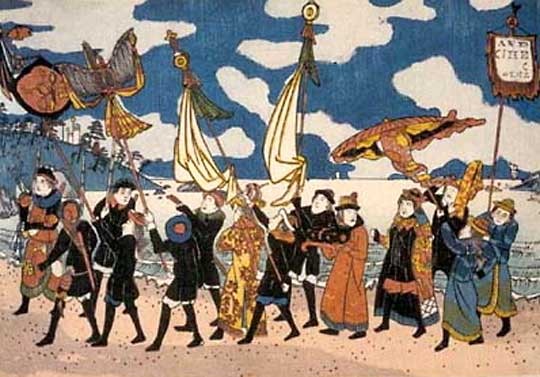
19世紀初頭の浮世絵

オランダ商館は、1609年にオランダ東インド会社日本支店として肥前国の平戸に設置され、1641年に長崎に移された。商館の館長は、対日貿易の維持・発展を願って、貿易業務後の閑期に江戸へ参り、将軍と世子に謁見（拝礼）と献上物の呈上を行った。その際、老中や若年寄へも進物を贈った。カピタンの「御礼」に対し江戸幕府側は、貿易の許可・継続条件の「御条目（）」5か条の読み聞かせと「被下物（）」の授与をもって返礼とした。
VOC商館員初の拝礼は慶長14年（1609年）の使節ニコラース・ポイクの駿府での徳川家康との謁見であった。大御所はオランダ総督親書を請けて朱印状を授けた。オランダ商館が平戸に建設され、寛永10年（1633年）より毎年春1回に定例化するまで江戸参府は不定期に行われた。寛永18年（1641年）に商館が平戸から長崎の出島に移転後も参府は続けられ、寛政2年（1790年）に貿易半減に伴って4年に1回と改定された後、嘉永3年（1850年）にまで計166回行われた。
当初は前年の暮れに長崎を出発し、翌年の正月（旧暦正月）に江戸に到着して拝礼を行っていた。寛文元年（1661年）からは正月に長崎出島を出立し、3月朔日（太陽暦で4月上旬）または15日に拝礼をするのが慣例となった。長崎への帰還は5，6月ごろで、所要日数は通常90日ほどであった。
一行の人員は、使節であるカピタンの他、オランダ人の随員は当初は書記や医師など3，4人いたが、後に書記官と医官が各1名ずつとなった。日本人は、長崎奉行所の役人から任命される正・副の検使、通弁や会計を担当する江戸番大通詞と江戸番小通詞、町使2人、書記2-3人、料理人2人、定部屋小使が数人、他に日雇頭や宰領頭などがおり、規定では総勢59人となっていた。見習いとして若年の通詞が従ったこともたびたびあった。しかし、様々な名目で一行の人数はそれ以上となることが多かった。江戸参府が4年に1回となった寛政2年以降は、参府休年には参府年の半分の量の献上物を持って通詞が代参した。江戸番大通詞は、通常は年配者がその任に当たり、道中での金銭管理や他のあらゆる事柄に気を配り、カピタンの「遣銀（出費）」の出納管理も担当した。
「御条目」の読み聞かせは万治2年（1659年）から始まり、寛文元年に「新文」が加えられ、寛文6年（1666年）に例文のほかに「別の条約一章」を渡された。そして延宝元年（1673年）にさらに「新加の文」が追加され、以後、この条文が用いられるようになった。カピタンへの「被下物」は、明暦元年（1655年）に小袖30領を時服として下され、以後、小袖30領の拝領が通例となった。世子が下される分は、小袖20領であった。通詞にも小袖2領が下されたが、天和3年（1683年）に「銀10枚」になり、貞享2年（1685年）に「銀5枚」と変更され、以後は銀5枚となった。
江戸での滞在は半月から1ヵ月間に及ぶ場合があった。この期間に蘭癖の諸大名や、官医や天文方、陪臣の医師や民間の学者など大勢の日本人が訪問し、通詞を介してオランダ人と様々な情報交換をした。カピタンたちとの交流を望む人々以外にも、土産物を売り込みに来る「定式出入り商人」と呼ばれる指定商人たちも訪れた。
カピタンの参府旅行中は、商館員の1人留守居役に任命して権限を委譲し、朱印状を入れた漆塗りの箱と、東インド会社の秘密書類を入れた樟（くすのき）製の箱1個を預ける。カピタンが出島に帰還した後、留守居役は重要書類の入った箱や鍵、留守中の日記を渡し、留守中の出来事を報告した。

## 献上物・進物

豪華な献上物 - 家治は明和2年、9歳未満のペルシャ牡馬を3頭所望した。

カピタンからの贈り物のうち、将軍および将軍世子に対する贈り物を「献上物」、幕府高官への贈り物を「進物」と呼んでいる。進物は、江戸滞在中に老中・若年寄・側用人・寺社奉行・南北の町奉行・宗門奉行・長崎奉行に贈られ、長崎への帰路では京都で京都所司代と東西の京都町奉行に、大坂で大坂城代と東西の大坂町奉行のそれぞれに贈られた。その他、警固の検使・江戸番通詞のほか、江戸・京・大坂・下関・小倉の阿蘭陀宿（後述）にも若干の品々が贈られた。献上される品は、毛織物・絹織物・錦織物類といった反物が主で、他に珍陀酒や葡萄酒など嗜好品も多かった。
献上物や進物に使った反物の残品は阿蘭陀宿が買い取った。これを「為買反物（かわせたんもの）」または「御買せ反物」という。贈り物として使用する分よりも多くの品を江戸まで運び、残品を旅費の一部にあてるという名目で売却していた。これは習慣化・制度化されて定着し、オランダ商館の帳簿にも計上された。阿蘭陀宿の他、進物を贈られた幕府の高官も、為買反物を市価の5割増しで買い取り、それをさらに約3倍の値段で売りさばいた。献上物・進物の残品販売は、通詞が代参する参府休年にも行われていた。

## 江戸参府道中

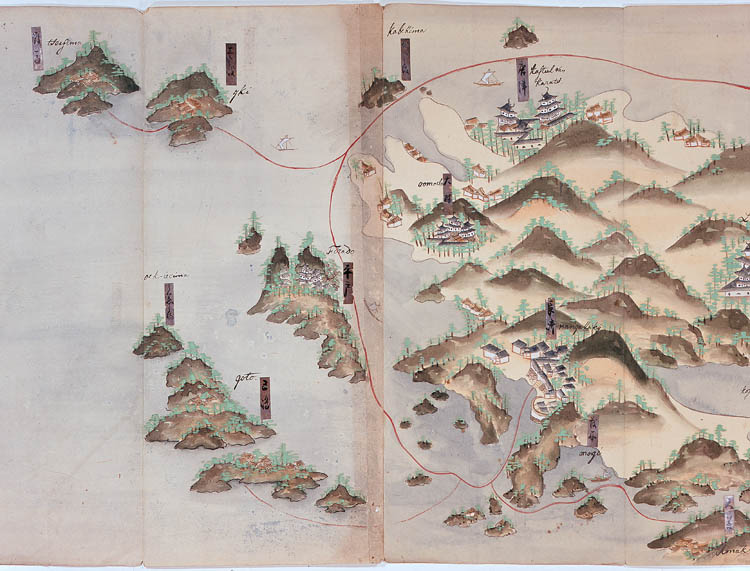
参府道中海路 国立民族学博物館 (オランダ)

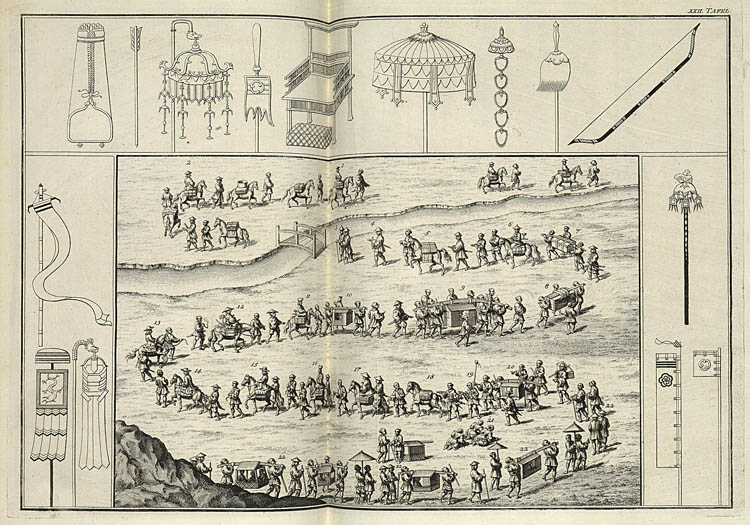
ケンペル原著『日本誌』より（元禄4年）

長崎から下関までは、当初は海路だったが、船旅の危険を避けるため、万治2年からは陸路を主とした。それぞれの旅路を
- 長崎 - 下関 ⇒ 「短陸路（Kort landweg）」
- 下関 - 室（）[9]、または兵庫 ⇒ 「水路（Water reis）」
- 大坂・京都 - 江戸 ⇒ 「大陸路（Lang landweg）」（東海道を利用）

と称した。

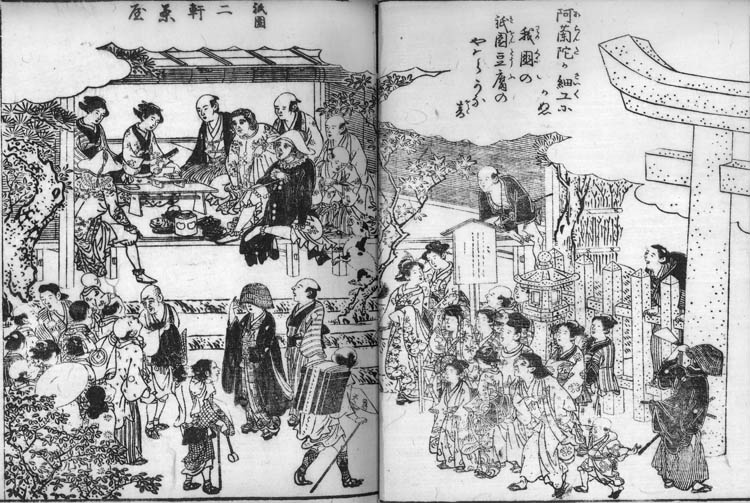
参府途上の京都 祇園の茶屋にて 国立民族学博物館 (オランダ)

途中宿泊する宿は、休憩か一泊するために利用するもので、大名の参勤交代に準じて各宿場の本陣や脇本陣が使用された。それらとは別に、江戸・京都・大坂・下関・小倉の5都市では往路・復路ともに数日間の宿泊を許されており、それらは阿蘭陀宿と呼ばれた。
- 江戸 長崎屋源右衛門
- 京都 海老屋
- 大坂 長崎屋
- 下関 大町年寄・佐甲家、同伊藤家
- 小倉 大坂屋

江戸の阿蘭陀宿・長崎屋ではカピタン一行の逗留中は普請役の役人や町奉行所の同心が日夜詰めて厳重に監視し、オランダ人との接触も役人たちとの立ち合いのもとで行われた。一行に随行・警固する検使は、全てにわたってカピタンたちに指示を出す立場であったが、その検使も江戸では普請役からの指図を受け、前例の無い事柄には勘定所からの指示を受ける必要があった。
京都の海老屋は、建物がさほど大きくないため、一行を周辺の寺院や旅籠に分宿させるために毎度奔走するのだが、それとは別にオランダ人やオランダ通詞の不取締りで迷惑を蒙っていた。江戸や大坂の阿蘭陀宿のように役人の目が無いためか、カピタンたちは芸者や遊女を呼んで羽目を外すことが多かったという。
大坂では、銅座と本陣を兼ねる長崎屋を定宿とし、往路に内納しておいた贈り物を、復路で大坂に逗留する際に「本目録」をもって大坂城代と東西の大坂町奉行に差し出し、饗応を受け、使者による下され物を受けとるのが通例だった。また、日本側の主要な輸出品の1つである銅（棹銅）を造る住友（泉屋）銅吹所を見物することが慣例となっていた。その後に住友の主人から饗応されるが、この時には大勢の見物人が泉屋を取り囲み、泉屋はこれら見物人に炊き出しをふるまったという。銅吹所見物は、宝永6年（1709年）から慶応3年（1867年）の間に合計46回行なわれている。
下関では、当地の大町年寄を務める伊藤家と佐甲家が、交代で阿蘭陀宿の業務を務めた。両家とも蘭癖で有名で、一行を西洋風の趣向をもって歓待し、収集した西洋の品々を披露し、滞在したカピタンからオランダ雅名を貰った人物もいた。下関での滞在中、カピタンたちは神社仏閣の見物も行なった。
長崎街道の終点である小倉の阿蘭陀宿・大坂屋では、カピタンは出島の留守役に手紙を出して道中の経過を報告をした。
長崎手前の矢上で通詞たち出迎えの人びとに迎えられ、出島に到着すると、検使の出役を得て、荷物は出島へ搬入される。進物や反物の残品などがあった場合も、改めのうえ蔵へ入れられる。拝領の時服・夜具・手廻品・食事道具・日用品なども当日のうちに改められ、オランダ人に引き渡される。カピタンは長崎奉行所へ帰着御礼に出頭し、会計上の決算が済めば、江戸参府の全てが終了となる。なお、江戸を出立する際に旅費が不足した場合は江戸の長崎屋が営む人参座に借用を願い出て、許可を得て金を拝借し、長崎に帰着した後に長崎会所でその金額を返納するという規定になっている。

## 江戸滞在時の行事

### カピタンの拝礼

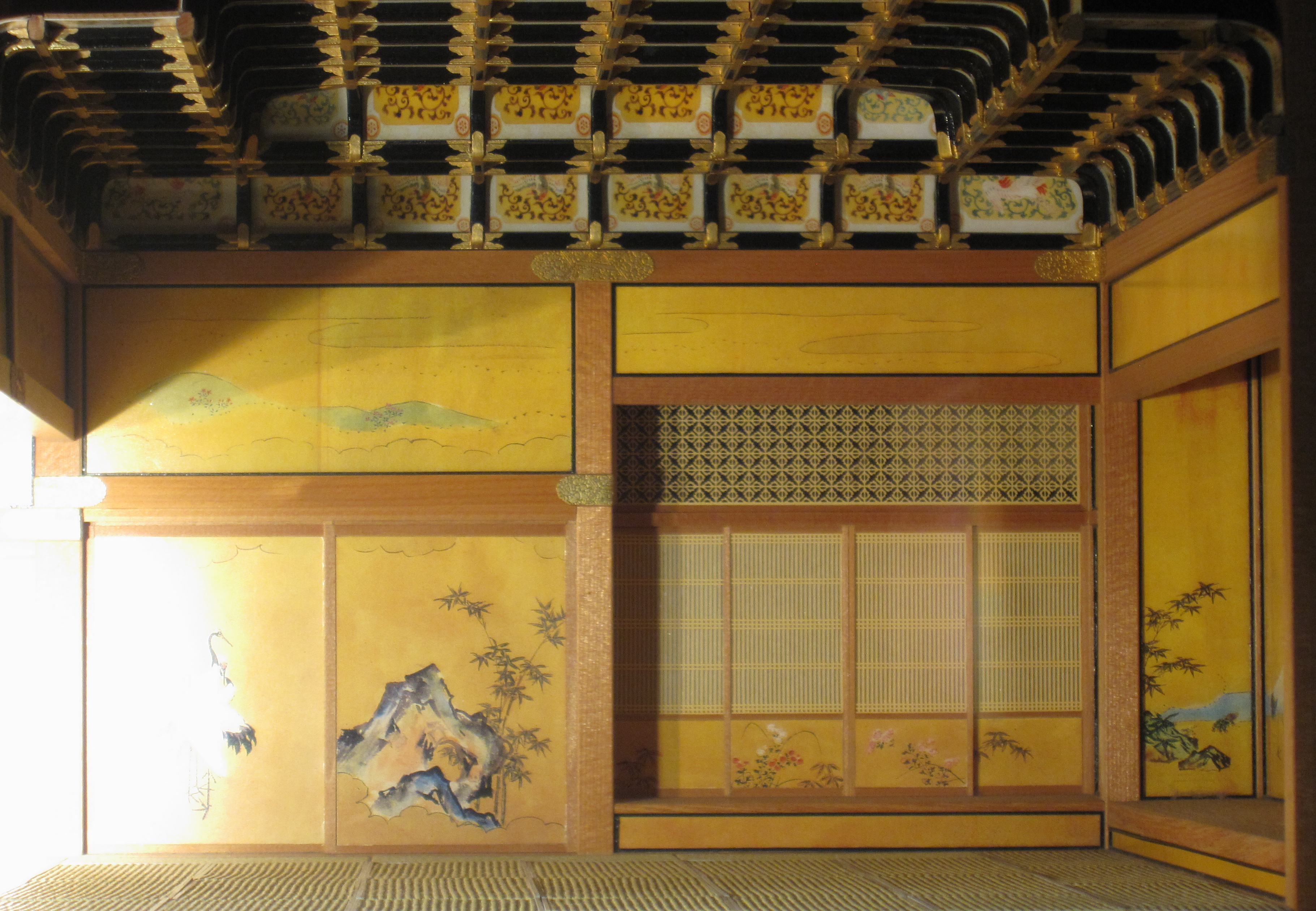
大広間上段の間西面

拝礼の許可が下りると指定日に江戸城に向かうことになる。
宗門奉行と長崎奉行が連名で翌日の拝謁のことを通知し、拝礼当日には江戸在府の長崎奉行がカピタンが宿泊する長崎屋に赴き、座敷で待つ間に通詞や警固の検使の挨拶を受けた後、支度を整えたオランダ人一行を従えて江戸城に向かう。オランダ人たちはヨーロッパの式服ということで「黒い絹の外套」を着用する。江戸城本丸の百人番所で控えている間に番頭（ばんがしら）からの挨拶を受け、出役した宗門奉行とも会い、時間を見計らって登城となる。
拝礼はカピタン1人だけが大通詞の介添えを得て大広間で行い、その間、他のオランダ人随員や長崎屋主人の源右衛門は殿上の間次に控える。小通詞はカピタンらが式の稽古をし、拝礼の指揮を行うことの一切を見習う。これらの稽古・式・見習いなどが円滑に取り運ばれるには、城の坊主衆の世話を受けねばならず、在府の長崎奉行と通詞は坊主衆に事前に挨拶をし諸事万端頼み込んでおく必要があった。
迎えに来た宗門奉行と長崎奉行が、カピタンを大広間落椽（おちえん）の上から3本目の柱のところに控えさせる。宗門奉行が合図をすると、長崎奉行がカピタンを大広間へ引き上げ、1本目の柱より2枚目の板のところまで進んで平伏し、カピタンも奉行の左で平伏する。ここで奏者番が「オーランダのカピターン（オランダ・カピタン）」と大きな声で呼び、その声に応じて将軍への献上品が並べてある場所と、将軍のいる高い座所との間で、命じられた通りひざまずき、頭を畳にすりつけ手足で這うように進み出る。奉行がカピタンの衣服の裾を引いて合図をすると、一言も発さず「ザリガニと同じように」再び引き下がった。奉行も後から退出し、カピタンは落椽を通って殿上の間へ退出。大通詞はカピタンが控えていたところまで付き添っていたが、拝礼が終わったころに落椽の末まで引き退って控えて、カピタンとともに退出する。

### 蘭人御覧

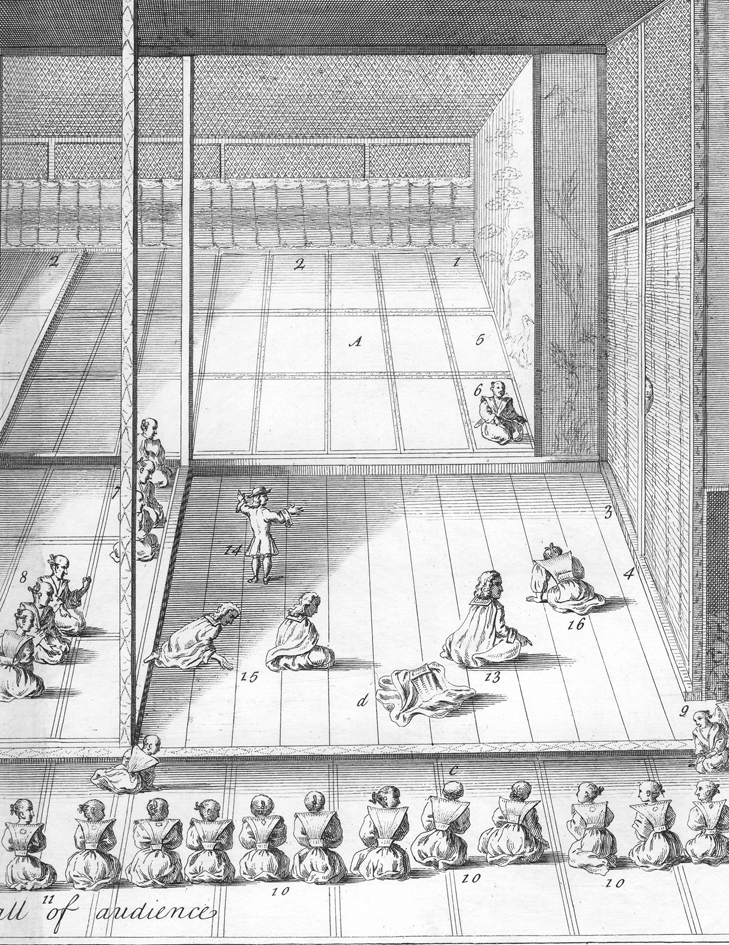
コルネリス・ファン・オウトホールン随行医ケンペルが綱吉の御前でダンスを披露（元禄5年）

将軍への拝謁が終わった後、オランダ人たちは御殿奥に招じ入れられ、本丸の白書院で、将軍の妻や、一族の姫、そのほか大奥の女たちの前に連れ出され見物される。将軍は女たちと一緒に御簾（）の後ろにいてその隙間から覗いていたが、老中や拝謁に陪席を命じられた他の高官たちは、オランダ人からも見える所に座った。これを「蘭人御覧（）」と言ったが、オランダ人たちはこれを「猿芝居」の第二幕目と呼んでいた。そこで行われたのは、
- 将軍のいる側に向かって、命じられるままに、床につくほど頭を下げ、将軍の方へ這うように進み出て、日本式にお辞儀をする。
- 総督の名において恭しく挨拶し、日本において自由な貿易が許された好意に対して謝意を述べる。
- 臨席した者たちから様々な質問がなされ、それをヨーロッパの筆記具で返答を書いて差し出す。この時、随行の医官にも医学上の質問などが投げかけられた。
- 外套を脱ぐ。
- 顔がよく見えるよう、上体を起こして座る。
- 帽子や衣服、帯剣などの持ち物が回覧される。
- 立ち上がってあちこち歩く・挨拶をする・踊る・跳ねる・酔払いの真似をする・日本語やオランダ語、ドイツ語を話す・絵を描く・歌を歌う。

等であった。

### 廻勤

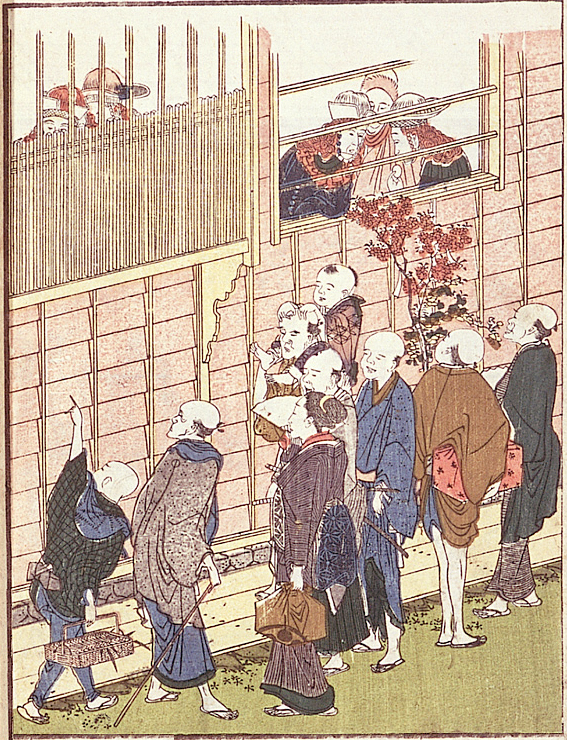
画本東都遊 3巻 日本橋本石町長崎屋 葛飾北斎(享和2年)

拝礼と蘭人御覧が終わると江戸城を退出し、幕府高官の役宅を訪問して、無事に謁見をすませた御礼の挨拶をする。これを「廻勤（かいきん）」という。
廻勤先は、老中・若年寄・側用人・寺社奉行・南北の両町奉行で、拝礼登城に同行した宗門奉行と長崎奉行は屋敷まで廻勤の必要はないと城中で挨拶があるため省略される。廻勤の前には各屋敷には、外国の反物類やブドウ酒などの「贈り物」が届けられている定めであった。
通詞と長崎屋源右衛門が随行、先導を務め、それぞれの屋敷では、家老や書記役に鄭重に迎えられ、通された部屋の簾や障子の後ろには、女性の見物人が大勢いた。移動する際の道筋も見物の群衆でごったがえした。廻勤には拝礼当日も含めて2、3日かかり、長崎屋に帰るのは夜五ツ時（= 午後8時）になったという。

### 暇乞い
江戸を出立する許可が下されると、出発の前日に「暇乞い」の挨拶をするためにカピタンは江戸番通詞に付き添われ再度登城する。大広間三ノ間に通され、老中が列座する前で宗門奉行が貿易に関する五ヵ条の法規「御条目」をカピタンに読み聞かせ、通詞がこれを通弁する。カピタンがそれを請けたまわった儀も通詞が通弁・言上し、カピタンは殿上の間に退去する。
その後、カピタンは大広間三ノ間へ再び祗候（しこう）し、将軍と世子からの返礼である時服30領の拝領が仰せつけられる。大目付が通詞に伝達、通詞がカピタンにそれを伝え、カピタンは敷居際まで出座して頂戴し、老中に一例をして退去した。長崎屋に帰ると「贈り物」を贈られた幕府高官たちから使者による返礼と品々が届けられるのが通例となっていた。